# Репин, Сергей Николаевич
Серге́й Никола́евич Ре́пин (6 августа 1948, Ярославль) — российский художник-монументалист, профессор Санкт-Петербургской академии художеств имени Ильи Репина, действительный член Российской академии художеств (2007), член Санкт-Петербургского Союза художников, заслуженный художник Российской Федерации (1997).

## Биография
Родился в 1948 году в Ярославле. В 1967 году окончил Ленинградскую среднюю художественную школу и поступил на живописный факультет ЛИЖСА имени И. Е. Репина. В 1973 году успешно окончил институт, мастерская профессора А. А. Мыльникова. Дипломная работа — настенная роспись в интерьере конференцзала физического факультета ЛГУ имени А. А. Жданова в Петергофе. Присвоена квалификация художника-живописца, педагога. С 1973 года проходил стажировку в творческой мастерской монументальной живописи АХ СССР под руководством А. А. Мыльникова. С 1975 года ведёт преподавательскую работу в ЛИЖСА имени И. Е. Репина. До 2024 года - руководитель персональной учебной мастерской.

## Творчество
В 1978 году в соавторстве с художниками Иваном Ураловым и Никитой Фоминым создал мозаичные панно «Блокада» и «Победа» в памятном зале Монумента героическим защитникам Ленинграда (скульптор — М. К. Аникушин, архитекторы — С. Б. Сперанский и Н. В. Каменский). В 1979 году творческая группа была удостоена Государственной премии РСФСР.
В составе группы «ФоРУС» (Фомин, Репин, Уралов, Сухов) Сергеем Репиным были оформлены интерьеры и экстерьеры общественных зданий Ленинграда: мозаичные панно «Гимн народу» в концертном зале «Санкт-Петербург» (1984), мозаичные панно для мемориала «Павшим» на Братском захоронении в Зеленогорске (1985),
мозаичные панно для станций метро «Озерки», «Улица Дыбенко», «Достоевская» в Санкт-Петербурге (1986—1987), росписи в Храме Христа Спасителя в Москве (1999—2000), мозаичные композиции «Познание» для здания Российской национальной библиотеки (2003); мозаичные композиции «Реки и острова Петербурга» для станции метро «Крестовский остров» (2003); декоративные мосты и бассейны «Летопись Петербурга» в атриуме бизнес-центра «Петровский форт» (2003); мозаичные иконы в Храме Рождества Богородицы в посёлке Александровская Курортного района Санкт-Петербурга (2002—2005). Создано мозаичное панно, посвящённое зодчеству Петербурга, на станции метро «Спасская» (2009), живопись в интерьере кинотеатра «Подвиг» .
Сергей Репин известен живописными работами, значительную часть которых он создал в Пушкинском Заповеднике: «Разлив в Михайловском» (1993), «Тригорское. Над Соротью» (1994), «Первый снег. Святогорский монастырь» (1999), «Река Великая» (2000), «Конец июня» (2000).
Своё собственное отношение к жизни и творчеству художник высказал в книге «Сергей Репин. Василий Сухов. Иван Уралов. Никита Фомин. Монументальное искусство. Живопись». (1998):
… Нет ничего прекрасней и совершенней Божественного мира. Его красота и многообразие, как и непостижимая высота искусства прошлых эпох, волнуют нас и побуждают к творчеству…Сергей Репин

## Признание
- заслуженный художник РФ (1997)
- Государственная премия РСФСР в области архитектуры (1979) — за создание художественной экспозиции музея «Битва за Ленинград» в архитектуре комплекса памятника Победы в Ленинграде